# Red Bull RB18
Chronologie des modèles (2022)
Red Bull RB16B Red Bull RB19
La Red Bull RB18 est la monoplace de Formule 1 engagée par Red Bull Racing dans le cadre du championnat du monde de Formule 1 2022. Elle est pilotée par le Néerlandais Max Verstappen, champion en titre, et par le Mexicain Sergio Pérez. Les monoplaces sont motorisées par Red Bull Powertrains qui exploite le moteur conçu par Honda. Avec cette monoplace qui totalise dix-sept victoires en vingt-deux courses, Verstappen est champion du monde pour la deuxième fois et Red Bull Racing remporte son premier titre de champion des constructeurs depuis 2013 après huit sacres consécutifs de Mercedes Grand Prix, réalisant avec 759 points la meilleure saison de son histoire.

## Création de la monoplace
La livrée de la monoplace est présentée le 9 février 2022.

## Résultats en championnat du monde de Formule 1
La monoplace remporte 17 des 22 courses du championnat du monde de Formule 1 2022  ; Red Bull Racing et Max Verstappen remportent les titres de champion du monde des constructeurs et pilote.
| Saison | Écurie                 | Moteur                                         | Pneus   | Pilotes        | Courses | Courses | Courses | Courses | Courses | Courses | Courses | Courses | Courses | Courses | Courses | Courses | Courses | Courses | Courses | Courses | Courses | Courses | Courses | Courses | Courses | Courses | Points inscrits | Classement |
| Saison | Écurie                 | Moteur                                         | Pneus   | Pilotes        | 1       | 2       | 3       | 4       | 5       | 6       | 7       | 8       | 9       | 10      | 11      | 12      | 13      | 14      | 15      | 16      | 17      | 18      | 19      | 20      | 21      | 22      | Points inscrits | Classement |
| ------ | ---------------------- | ---------------------------------------------- | ------- | -------------- | ------- | ------- | ------- | ------- | ------- | ------- | ------- | ------- | ------- | ------- | ------- | ------- | ------- | ------- | ------- | ------- | ------- | ------- | ------- | ------- | ------- | ------- | --------------- | ---------- |
| 2022   | Oracle Red Bull Racing | Red Bull Powertrains V6 turbo hybride RBPTH001 | Pirelli |                | BAH     | SAU     | AUS     | EMI     | MIA     | ESP     | MON     | AZE     | CAN     | GBR     | AUT     | FRA     | HON     | BEL     | P-B     | ITA     | SIN     | JAP     | USA     | MEX     | SAO     | ABU     | 759             | Champion   |
| 2022   | Oracle Red Bull Racing | Red Bull Powertrains V6 turbo hybride RBPTH001 | Pirelli | Max Verstappen | 19e*    | 1er     | Abd.    | 1er     | 1er     | 1er     | 3e      | 1er     | 1er     | 7e      | 2e      | 1er     | 1er     | 1er     | 1er     | 1er     | 7e      | 1er     | 1er     | 1er     | 6e      | 1er     | 759             | Champion   |
| 2022   | Oracle Red Bull Racing | Red Bull Powertrains V6 turbo hybride RBPTH001 | Pirelli | Sergio Pérez   | 18e*    | 4e      | 2e      | 2e      | 4e      | 2e      | 1er     | 2e      | Abd.    | 2e      | Abd.    | 4e      | 5e      | 2e      | 5e      | 6e      | 1er     | 2e      | 4e      | 3e      | 7e      | 3e      | 759             | Champion   |

Légende : ici 
- *Le pilote n'a pas terminé la course mais est classé pour avoir parcouru 90% de la distance.